# Alice Arnauld de la Perière
Angelika Valeska Alice von Arnauld de la Perière (* 16. Mai 1875 in Berlin; † 14. Februar 1914 in Berlin-Schöneberg) war eine deutsche Schauspielerin.

## Leben
Arnauld de la Perière war die Tochter eines preußischen Offiziers und dessen Ehefrau, der Sängerin Marie Heyrowska; der Schauspieler Raoul Arnauld de la Perière war ihr Bruder. Ihren ersten künstlerischen Unterricht bekam sie von ihrer Mutter; später wurde sie Schülerin von August Grosse und Maria Pospischil.
Im Alter von 18 Jahren konnte Arnauld de la Perière 1893 am Hoftheater in Mannheim erfolgreich debütieren. Der Intendant Alois Prasch sah sie dort und engagierte sie sofort für sein Theater in Baden-Baden. Von dort wechselte sie 1895 an das Theater Elberfeld.
Im darauffolgenden Jahr ging sie nach Berlin ans Schauspielhaus und trat dort am 9. September in der Rolle der „Lady Nottingham“ erstmals auf. Der General-Intendant Bolko von Hochberg war begeistert und engagierte sie sofort nach dieser Vorstellung.
Ab dieser Zeit zählte Arnauld de la Perière auch regelmäßig zu den Mitwirkenden der jährlichen Rheinischen Festspiele in und bei Düsseldorf.

## Rollen (Auswahl)
- Maria Stuart – Maria Stuart (Friedrich Schiller)
- Königin Elisabeth – Maria Stuart (Friedrich Schiller)
- Lady Nottingham – Graf Essex (Heinrich Laube)
- Maria – Maria Magdalena (Paul Lindau)
- Volumnia – Coriolanus (William Shakespeare)

## Belege
1. ↑  Standesamt II Berlin-Schöneberg: Sterberegister. Nr. 146/1914.

| Personendaten    | Personendaten                                                          |
| ---------------- | ---------------------------------------------------------------------- |
| NAME             | Arnauld de la Perière, Alice                                           |
| ALTERNATIVNAMEN  | Arnauld de la Perière, Angelika Valesca Alice von (vollständiger Name) |
| KURZBESCHREIBUNG | deutsche Schauspielerin                                                |
| GEBURTSDATUM     | 16. Mai 1875                                                           |
| GEBURTSORT       | Berlin                                                                 |
| STERBEDATUM      | 14. Februar 1914                                                       |
| STERBEORT        | Berlin-Schöneberg                                                      |